# Лирьов Микита Іванович
Микита Іванович Лирьов (1893 — 1941) — радянський діяч, голова виконавчого комітету Вінницької, Криворізької та Сумської окружних рад. Член ВУЦВК.

## Життєпис
Член РКП(б) з 1918 року.
23 жовтня 1918 — 5 травня 1919 року — голова Рязанської губернської надзвичайної комісії (ЧК).
У 1923—1924 роках — голова виконавчого комітету Вінницької окружної ради.
У 1924 — 14 травня 1926 року — голова виконавчого комітету Криворізької окружної ради.
У червні 1928 — вересні 1930 року — голова виконавчого комітету Сумської окружної ради.
З вересня 1930 року — на керівній радянській роботі в Сумах.
Подальша доля невідома. Помер у 1941 році.